# Джоне Куову
Джон Куову Наіліко (фр. Jone Qovu Nailiko; 27 серпня 1985) — фіджійський регбіст. В клубі Атлантик Стад Рошель грає під номером 8.

## Спортивна кар'єра
Від 2014 року грає в французькій команді Атлантик Стад Рошель. Куову дебютував на Фіджі 3 червня 2005 року,коли його команда програла 27:29 збірній маорі. Його було обрано для участі в фіналі Кубку світу з регбі 2007. Команда в якій грав Джоне Куову програла команді Австралії з рахунком 12:55.